# يربوع الأصابع المشطية
يربوع الأصابع المشطية (الاسم العلمي: Paradipus ctenodactylus) نوع من القوارض من فصيلة اليربوعيات، متوطن في إيران، كازاخستان، تركمانستان وأوزبكستان، وهو النوع الوحيد في جنس Paradipus، أصابعه متساوية الطول ومهيكلة مع القدم كالمشط،.